# 韦尔杰莫利
韦尔杰莫利（義大利語：Vergemoli），原为意大利托斯卡纳大区卢卡省的一个市镇。总面积27平方公里，人口336人，人口密度12.4人/平方公里（2009年）。ISTAT代码为046032。
2014年1月1日，韦尔杰莫利和法布里凯-迪瓦利科合并为新的法布里凯-迪韦尔杰莫利市镇。